# Escorodita
La escorodita es un mineral de la clase de los minerales arseniatos, y dentro de esta pertenece al llamado “grupo de la variscita”. Fue descubierta en 1818 en minas de los montes Metálicos, en el estado de Sajonia (Alemania), siendo nombrada así del griego scorodion que significa "similar al ajo", en alusión a su olor cuando se calienta. Un sinónimo poco usado es el de loaisita.

## Características químicas
Es un arseniato hidratado de hierro. El grupo de la variscita en que se encuadra son todos los fosfatos o arsenatos hidratados de hierro o aluminio. Es dimorfo de la parascorodita, de igual fórmula química que la escorodita pero que cristaliza en el sistema cristalino trigonal.
Forma dos series de solución sólida, una de ellas con la mansfieldita (AlAsO4·2H2O), en la que la sustitución gradual del magnesio por aluminio va dando los distintos minerales de la serie. Una segunda serie es la que forma con la yanomamita (InAsO4·2H2O), en la que se va sustituyendo el hierro por indio.
Además de los elementos de su fórmula, suele llevar como impureza aluminio.

## Características físicas
De coloración muy variada por las impurezas.
Funde con carbón de madera, produciendo un muy característico olor a ajo.
Puede presentar un efecto "alejandrita" si se alterna iluminación con luz natural y artificial.

## Formación y yacimientos
Es un mineral secundario relativamente común, que se forma como resultado de la oxidación de la arsenopirita u otras especies minerales conteniendo arsénico. También se puede formar como mineral primario en yacimientos hidrotermales. Generalmente en cavidades limoníticas.
Suele encontrarse asociado a otros minerales como: farmacosiderita, beudantita, carminita, dussertita, arseniosiderita, adamita, austinita, vivianita u óxidos de hierro.